# Ruta Provincial 436 (San Juan)
La Ruta Provincial 436 es una carretera argentina, que se encuentra en el centro de la Provincia de San Juan, pavimentada. Su recorrido es de 23 kilómetros, teniendo como extremos la Ruta Nacional 40 y Ruta Nacional 149. Tiene la particularidad de no atraveasar ningún asentamiento humano alguno.
Esta ruta circula de sureste a noroeste en forma general. Conecta las rutas anteriormente nombradas permitieno observar un paisaje completamente desértico de escasa vegetación natural, completamente accidentado, destacándose como atractivo turístico las Termas de Talacasto. La carretera posee secciones de camino de cornisa.
Hasta el año 2002, esta carretera se extendía hasta la Ruta Provincial 412 en la localidad de Iglesia. En dicho año el tramo al noroeste del enlace al camino de la Quebrada de las Burras en Termas de Talacasto pasó a jurisdicción nacional formando parte de la Ruta Nacional 149.
Con ella se accede a la Ruta Nacional 149 para luego ingresar a las localidades de Iglesia, Las Flores y las demás localidades del cordillerano Valle de Iglesia.

## Recorrido
Departamento Ullum
Desde kilómetro 0 a km 23
- Termas de Talacasto km 13